# War Rock
War Rock é um jogo de guerra multiplayer, no estilo FPS, desenvolvido pela Dream Execution.

## Visão Geral
Ao fazer o cadastro em War Rock é criado um personagem ao qual o jogador será identificado. Para jogar, é necessário escolher uma room ou criar uma nova. O jogador pode escolher entrar em rooms que já estão com o jogo em andamento ou que estão esperando outros jogadores para começar. Ao começar a partida, cada um deverá escolher uma das 5 classes de soldados existentes: 'Engenheiro', 'Médica', 'Sniper', 'Tropa de Assalto' e 'Armas Pesadas'. Há duas equipes para jogar, sendo uma contra a outra, sem a possibilidade de um jogador matar outro da mesma equipa. São eles: NIU e Derbaran. Quando é criada a room, o jogador que a criou escolhe quantas rondas são necessárias para ganhar (podem ser 1, 3, 5, 7 ou 9), e se matar todos os jogadores de uma equipa, ganham a ronda, passando para a seguinte, até acabar as rondas.
Cada jogador tem um determinado nível dentro do jogo. Quando uma partida acaba, cada um recebe seus pontos de experiência que ganhou durante a mesma. Os pontos são contados levando em conta quantas pessoas matou, quantas vezes morreu e quantas bandeiras (bases) conseguiu capturar para a sua equipa. Junto com a experiência é ganho o dinar, que é o dinheiro no War Rock. O dinar pode ser usado para comprar outras armas e equipamentos para o personagem.
Além de fazer o outro time perder pontos, o objetivo do jogador também será de coletar bandeiras (bases) para seu time. A cada base capturada, o time adversário perde dois pontos. A base, além de fornecer suprimentos, faz com que o jogador que morrer nasça novamente na base que pertence ao seu time. Assim, quando um time pega a maior parte das bases de uma partida, vai fechando o time adversário no cenário, pois os jogadores irão nascer mais próximo da base inimiga restante.
Em War Rock, o jogador pode escolher ainda vários veículos para usar durante a partida. Cada veículo pode garantir uma vitória em combates, pois alguns podem proteger o jogador e ainda atirar nos inimigos. Alguns veículos ainda permitem que vários jogadores adentrem ao mesmo tempo, podendo estes usarem as armas contidas nas outras partes. Para destruir veículos é necessário um jogador que possua armas pesadas (o Heavy Weapons Unit), tocar granadas ou ainda acertar o motorista do veículo, caso ele esteja para o lado de fora.
Além do indicador de vida do personagem, há ainda um indicador denominado SP, que é gasto quando o jogador executa tarefas como correr, pular ou virar cambalhota. Esta barra é preenchida novamente assim que o jogador para de fazer uma destas ações. Em fugas, isto torna-se importante, pois terá de ser decidido quais as áreas de risco para o jogador correr e quais áreas são seguras para poder fazer o caminho na velocidade normal. No sistema de balas, o jogador dispõe do indicador do numero de balas no pente usado pela arma no momento, e do numero de pentes restantes, diferente de outros jogos do mesmo estilo, onde mostra o numero de balas restantes ao total. Isso altera um pouco o decorrer do jogo, pois caso o jogador resolva recarregar sua arma com o pente ainda pela metade, as balas do pente atual serão perdidas ao botar um pente completo.
Quando o jogador recebe um dano de alguma arma, granada ou cai de uma altura muito grande, ele tem a possibilidade de recuperar a vida perdida em uma das inúmeras bases. Os lugares de recuperação são prateleiras marcados com "+" de unidade médica, a partir daí, basta ficar próximo para que um contador de porcentagem apareça na parte superior central da tela, quando chegar em 100%, a vida do jogador será recuperada parcialmente. Da mesma forma, para recarregar armas, é necessário encontrar a prateleira que recarrega armas e esperar o contador na mesma forma que é para recuperar vida.